# Lautaro Carmona Soto

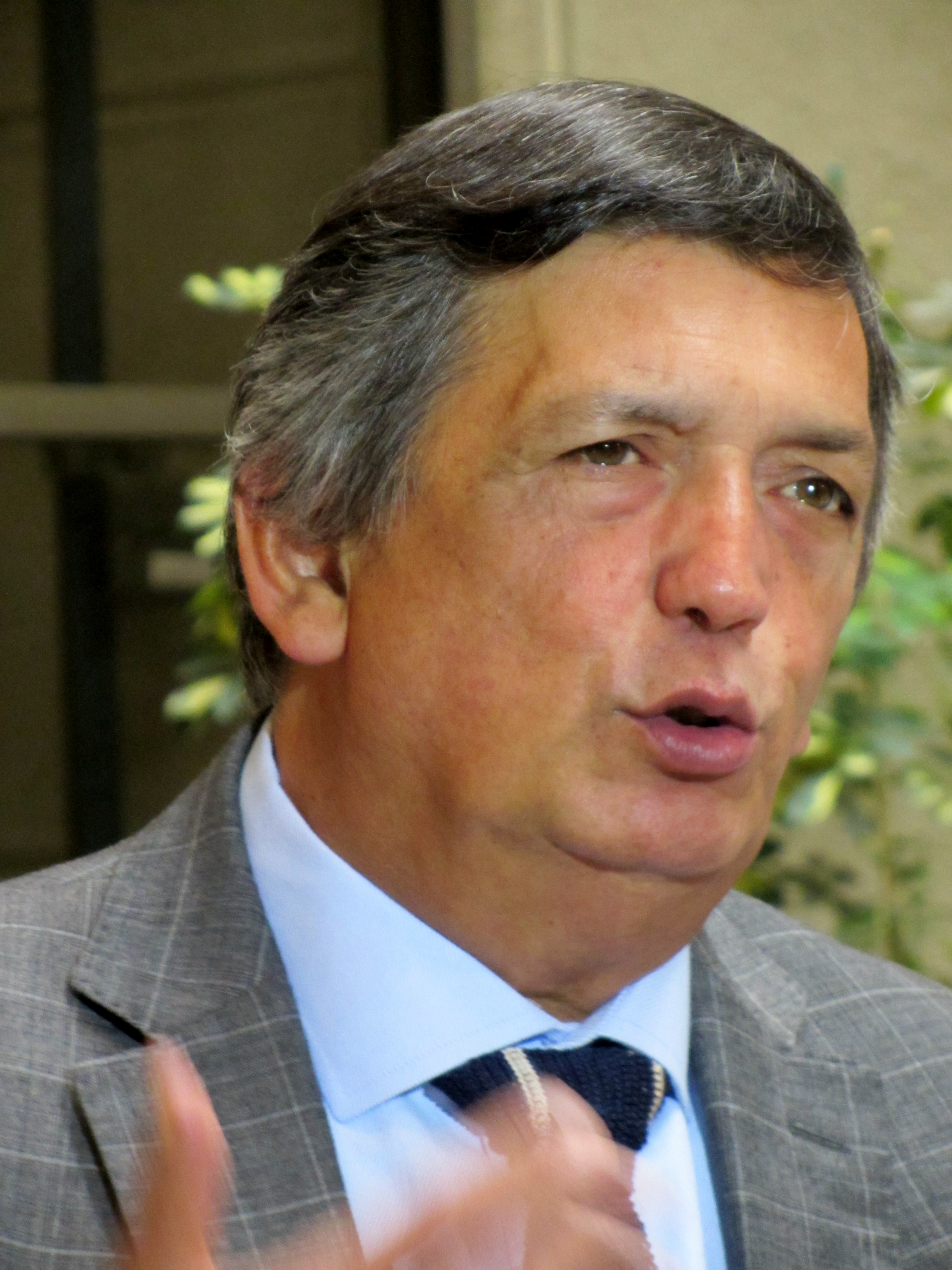
Carmona responde a la prensa en el Congreso; mayo de 2015.

Lautaro César Carmona Soto (Limache, 26 de abril de 1952) es un administrador público y político de izquierda, chileno. Desde 2023 es el presidente del Partido Comunista de Chile (PCCh). Se desempeñó como diputado por la Región de Atacama durante los periodos 2010-2014 y 2014-2018.

## Primeros años de vida
Hijo de Ramón Carmona —profesor normalista, columnista del diario La Discusión de Chillán, miembro de la Sociedad de Escritores de Chile, fundador de grupos literarios y ganador del premio Alerce de Poesía— y Yolanda Soto —profesora normalista—. 
Cursó la educación media en el Liceo N.º22 de San Miguel, Santiago e ingresó después en la Escuela de Ciencias Políticas y Administrativas de la Universidad de Chile, donde se tituló de administrador público en 1977. Está casado con la kinesióloga Erika Alert Oliva y tiene tres hijos: Andrés, Fernando y Paz.

## Vida pública
En sus tiempos de estudiante de secundaria, en 1968, se hizo miembro de las Juventudes Comunistas (JJCC) y al año siguiente, a los 16, trabajó en la campaña presidencial de Salvador Allende. En 1970 fue presidente del centro de alumnos en su colegio y luego, en la universidad, dirigente de base de la carrera de Administración Pública. 
Tras el golpe militar de 1973 contra el Presidente Salvador Allende encabezado por el general Augusto Pinochet, participó del comité local de su escuela y fue dirigente regional de su alma máter. En 1976 vivió el rigor de la caída de las directivas nacionales del Partido Comunista y de las Juventudes Comunistas. Tras esto, al año siguiente viajó clandestinamente a Cuba, Italia y la Unión Soviética como parte de la reorganización de los comunistas chilenos. 
Entre 1979 asumió en la clandestinidad el cargo de secretario general de las JJCC y miembro de la comisión política del PC, con el nombre político de Camilo Contreras, que ocupó hasta 1989. En 1990, tras la vuelta de Chile a la democracia, fue encargado nacional de reorganización del PC y miembro de la Comisión Política y del Comité Central. 
En 1997 fue candidato comunista a diputado por la Región Metropolitana de Santiago, Distrito N.º 20, correspondiente a las comunas de Cerrillos, Estación Central y Maipú, pero no resultó elegido. En 2001 repitió infructuosamente el intento, esta vez por el Distrito 28, correspondiente a las comunas de Lo Espejo, Pedro Aguirre Cerda y San Miguel. 
En 2005 pasó a ocupar el cargo de secretario general del Partido Comunista de Chile, luego de la muerte de la exdiputada Gladys Marín. Cuatro años más tarde, en diciembre de 2009, fue elegido diputado en representación del PC por la Región de Atacama (periodo legislativo 2010-2014), Distrito N.º 5, correspondiente a las comunas de Chañaral, Copiapó y Diego de Almagro; fue reelegido en 2013.
En las elecciones parlamentarias de noviembre de 2017 fue candidato al Senado por la región de Atacama, pero fue derrotado por Yasna Provoste de la Democracia Cristiana, quien obtuvo la primera mayoría en la zona. Postuló nuevamente como diputado en las elecciones de 2021, sin resultar electo.

## Historial electoral

### Elecciones parlamentarias de 1997
- Elecciones parlamentarias de 1997, para el Distrito 20 (Maipú, Estación Central y Cerrillos)[3]

### Elecciones parlamentarias de 2001
- Elecciones parlamentarias de 2001 a Diputado por el distrito 28 (Lo Espejo, Pedro Aguirre Cerda y San Miguel) [4]

### Elecciones parlamentarias de 2009
- Elecciones parlamentarias de 2009, para el Distrito 5 (Chañaral, Copiapó  y Diego de Almagro) [5]

### Elecciones parlamentarias de 2013
- Elecciones parlamentarias de 2013, para el Distrito 5 (Chañaral, Copiapó  y Diego de Almagro)[6]

### Elecciones parlamentarias de 2017
- Elecciones parlamentarias de 2017 a senador por la 4° Circunscripción, Región de Atacama (Alto del Carmen, Caldera, Chañaral,Copiapó, Diego de Almagro, Freirina, Huasco, Tierra Amarilla, Vallenar)[7]

### Elecciones parlamentarias de 2021
- Elecciones parlamentarias de 2021 a Diputado por el distrito 4 (Alto del Carmen, Caldera, Chañaral, Copiapó, Diego de Almagro, Freirina, Huasco, Tierra Amarilla y Vallenar)[8]